# Guillermo Hermoso de Mendoza
Guillermo Hermoso de Mendoza Tardienta (Estella, Navarra, 13 de agosto de 1999) es un  rejoneador español.

## Biografía
Es hijo de Pablo Hermoso de Mendoza, una importante figura del torero a caballo, con quien suele compartir cartel en las ferias taurinas.
Debutó en la plaza de toros de Estella el 7 de agosto de 2016.
En la actualidad, es una de las jóvenes promesas del mundo taurino dentro de la modalidad del rejoneo.
El 5 de mayo de 2019 toma la alternativa en la Maestranza de Sevilla, siendo su padrino su propio padre Pablo Hermoso, cortando una oreja a un toro de la ganadería de Fermín Bohorquez.
Durante la corrida de rejones de la Fería de Abril de 2022, salió por la Puerta del Principe de la Maestranza de Sevilla, después de cortar tres orejas. El 29 de mayo confirmó su alternativa y salió por la puerta grande de Las Ventas junto a Lea Vicens.